# Katwe Village
Katwe Village ou Katwe Kabatoro est une ville ougandaise située dans le district de Kasese dans la région Ouest.